# آرثر إم. جولي
آرثر إم. جولي (بالإنجليزية: Arthur M. Jolly)‏ هو كاتب سيناريو وكاتب مسرحي أمريكي، ولد في 1969 في لويس في المملكة المتحدة.

## وصلات خارجية
- آرثر إم. جولي على موقع IMDb (الإنجليزية)